# Elettrodinamica classica
In fisica l'elettrodinamica classica (o semplicemente elettrodinamica) è la teoria che descrive i campi elettromagnetici generati da un insieme di cariche elettriche in moto includendo i principi della relatività ristretta.
Gli effetti dinamici di cariche e correnti elettriche furono studiati da Pierre Simon Laplace, Michael Faraday, Heinrich Lenz e molti altri già dagli inizi dell'Ottocento, tuttavia uno studio coerente e logicamente completo dei fenomeni elettromagnetici può essere effettuato solamente a partire dalla teoria della relatività.

## Descrizione
L'elettrodinamica classica utilizza il formalismo dei tensori e dei quadrivettori per scrivere le equazioni di Maxwell in forma covariante per trasformazioni di Lorentz, introducendo un quadripotenziale che estende i potenziali scalare e vettore del caso stazionario: in questo modo cariche e correnti elettriche vengono descritte dal quadrivettore densità di corrente {\displaystyle j^{\mu }} dove la parte "temporale" del quadrivettore è giocata dalla densità di carica (moltiplicata per la velocità della luce c) e la parte "spaziale" dalla densità di corrente elettrica.
I potenziali hanno similmente: un quadripotenziale {\displaystyle A^{\mu }} è costituito da una parte spaziale data dal potenziale vettore (relativo al campo magnetico) e parte temporale dal potenziale scalare (del campo elettrico).
L'equazione fondamentale a cui obbedisce il quadripotenziale (nel gauge di Lorenz {\displaystyle \partial _{\nu }A^{\nu }=0}) è:
{\displaystyle \Box A^{\mu }=\partial ^{\lambda }\partial _{\lambda }A^{\mu }=-\mu _{0}j^{\mu }}
scritta anche, esplicitando l'operatore d'Alembertiano:
{\displaystyle {\frac {\partial ^{2}A^{\mu }}{\partial x^{2}}}+{\frac {\partial ^{2}A^{\mu }}{\partial y^{2}}}+{\frac {\partial ^{2}A^{\mu }}{\partial z^{2}}}-{\frac {1}{c^{2}}}{\frac {\partial ^{2}A^{\mu }}{\partial t^{2}}}=-\mu _{0}j^{\mu }}
Per la linearità dell'equazione, le possibili soluzioni per il quadripotenziale sono la somma delle possibili soluzioni dell'equazione omogenea (le soluzioni ondose) più una soluzione particolare che non rientra in quelle precedenti (potenziali ritardati).
Per trovare, allora, una soluzione particolare, si possono utilizzare le funzioni di Green, la trasformata di Fourier e le proprietà della distribuzione delta di Dirac.
Basta trovare una funzione  {\displaystyle G} che soddisfi
{\displaystyle (1)\quad \Box _{x}G(x-x')=\delta (x-x')}
dove {\displaystyle x=(ct,\mathbf {x} )} e {\displaystyle x'=(ct',\mathbf {x'} )} sono quadrivettori e il quadripontenziale {\displaystyle A^{\mu }} cercato sarà dato da:
{\displaystyle (2)\quad A^{\mu }=-\mu _{0}\int d^{4}x'G(x-x')j^{\mu }(x')}
infatti, applicando l'operatore {\displaystyle \Box _{x}} alla {\displaystyle (1)} si ha:
{\displaystyle \quad \Box _{x}A^{\mu }=-\mu _{0}\int d^{4}x'\Box _{x}G(x-x')j^{\mu }(x')=-\mu _{0}\int d^{4}x'\delta (x-x')j^{\mu }(x')=-\mu _{0}j^{\mu }(x)}
in quanto {\displaystyle \Box _{x}} non agisce sulle {\displaystyle x'} e può passare sotto il segno di integrale.
Prendendo la trasformata di Fourier di entrambi i membri della {\displaystyle (1)} si ha che {\displaystyle {\tilde {G}}} (che è la trasformata di {\displaystyle G}) deve soddisfare:
{\displaystyle {\tilde {G}}=-{\frac {1}{k^{\mu }k_{\mu }}}}
ed applicando l'antitrasformata di Fourier (imponendo anche {\displaystyle G(x-x')=0} per istanti di tempo {\displaystyle t<t'}):
{\displaystyle G(x-x')={\frac {\delta (t-t'-{\frac {|\mathbf {x} -\mathbf {x'} |}{c}})}{4\pi |\mathbf {x} -\mathbf {x'} |}}}
Il quadripotenzile diventa, infine:
{\displaystyle A^{\mu }(\mathbf {x} ,t)=-{\frac {\mu _{0}}{4\pi }}\int d^{4}x'{\frac {j^{\mu }(x')\delta (t-t'-{\frac {|\mathbf {x} -\mathbf {x'} |}{c}})}{|\mathbf {x} -\mathbf {x'} |}}=-{\frac {\mu _{0}}{4\pi }}\int d^{3}\mathbf {x'} {\frac {j^{\mu }(\mathbf {x'} ,t-{\frac {|\mathbf {x} -\mathbf {x'} |}{c}})}{|\mathbf {x} -\mathbf {x'} |}}.}
Così, il potenziale {\displaystyle A^{\mu }}, all'istante di tempo {\displaystyle t}, sarà determinato dalla quadricorrente, nell'istante {\displaystyle t'=t-{\frac {|\mathbf {x} -\mathbf {x'} |}{c}})}, perché l'interazione elettromagnetica si propaga con una velocità finita pari a {\displaystyle c} (da ciò deriva il nome di potenziale ritardato).
È possibile scrivere un tensore doppio di campo elettromagnetico {\displaystyle F^{\mu \nu }} definito utilizzando il quadripotenziale A :
{\displaystyle F^{\mu \nu }=\partial ^{\mu }A^{\nu }-\partial ^{\nu }A^{\mu }}
In questo tensore le componenti spaziali sono date dal campo magnetico, quelle temporali dal campo elettrico. 
Le quattro equazioni di Maxwell possono essere riscritte utilizzando questo tensore ed il suo duale.
Le due equazioni vettoriali non omogenee si riducono a:
{\displaystyle \partial _{\mu }F^{\mu \nu }={\frac {4\pi }{c}}j^{\nu }}
mentre le equazioni di Maxwell omogenee si scrivono:
{\displaystyle \partial _{\mu }^{*}F^{\mu \nu }=0}
dove {\displaystyle *F^{\mu \nu }} rappresenta il duale del tensore del campo elettromagnetico.